# Lucie Schoonheere
 (janvier 2025).
Si vous disposez d'ouvrages ou d'articles de référence ou si vous connaissez des sites web de qualité traitant du thème abordé ici, merci de compléter l'article en donnant les références utiles à sa vérifiabilité et en les liant à la section « Notes et références ».
Lucie Schoonheere, née le 29 janvier 2010 à Paris, est une skateuse française spécialisée dans le street. 
Elle découvre le skateboard à l’âge de 8 ans, influencée par son frère aîné. Après avoir vécu en région parisienne, elle déménage à Bordeaux en 2022, où elle poursuit sa scolarité au collège.

## Carrière sportive
Elle commence les compétitions nationales et internationales dès l’âge de 12 ans.
En 2022, elle remporte le championnat de France des moins de 16 ans, puis en 2023, elle devient championne de France de skateboard street toutes catégories, confirmant sa place de numéro 1 française. 
À 14 ans, Lucie est sélectionnée pour représenter la France aux Jeux olympiques de 2024, faisant d'elle la benjamine de la délégation française. Elle termine 11ème du classement. 
En 2025, elle remporte le titre de championne de France de skateboard street senior. 